# UTZ Certified
UTZ war eine Stiftung mit Hauptsitz in Amsterdam. Sie unterhielt nach eigenen Angaben das größte Labelprogramm für Kaffee weltweit und zertifizierte zudem Tee, Rooibos, Haselnüsse und Kakao.
Voraussetzung für die Zertifizierung war die Einhaltung eines Verhaltenskodex durch die Landwirte, der soziale Kriterien festlegt und Anforderungen an die Umweltverträglichkeit und effiziente Bewirtschaftung stellte. Die Stiftung war Mitglied der ISEAL Alliance.
Im Januar 2018 wurde UTZ mit der Rainforest Alliance verschmolzen. Seit 2020 wird das UTZ-Label Schritt für Schritt durch Zertifizierungen der Rainforest Alliance ersetzt.

## Geschichte
Der niederländische Kaffeeröster Ahold Coffee Company, Teil des Lebensmittelkonzerns Koninklijke Ahold, gründete 1997 in Zusammenarbeit mit guatemaltekischen Kaffeebauern das UTZ-Programm unter dem Namen Utz Kapeh, „guter Kaffee“ in der Maya-Sprache Quiché. Das Ziel war es, verantwortungsbewusste, nachhaltige Kaffeeproduktion zu fördern, global auf dem Markt zu etablieren und Transparenz entlang der Versorgungskette herzustellen. Die erste Niederlassung gründeten sie 1999 in Guatemala-Stadt. Im Jahr 2002 wurde UTZ eine Stiftung mit Sitz in Amsterdam und führte UTZ-zertifizierten Kaffee in den Markt ein. Im Jahr 2007 benannte sich die Organisation in UTZ Certified um, weil sie ihre Aktivität auch auf andere Bereiche wie Kakao und Tee ausdehnte.

## Finanzierung

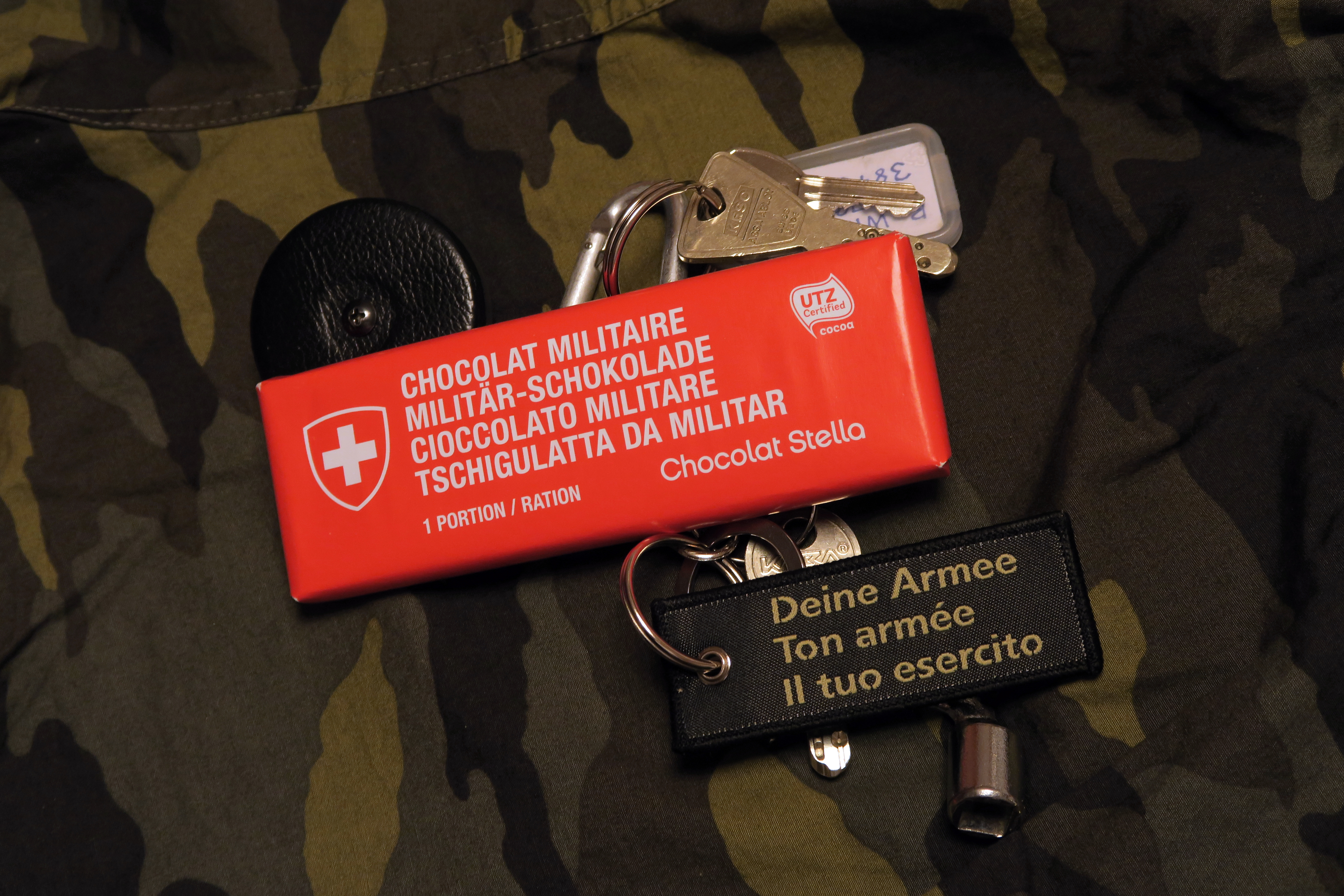
Schweizer Militärschokolade aus UTZ-zertifiziertem Kakao

Die Stiftung finanziert sich über Spenden und durch Zertifizierungsentgelte, das Siegel darf nur derjenige Anbieter führen, der hierfür gezahlt hat. So beträgt das Zertifizierungsentgelt für einen Kakaoeinkäufer je nach Größe des Käufers jährlich zwischen 250 € und 4000 € zuzüglich 10 € pro Tonne gekauften Kakaos, mit Rabatten für große Mengen.
2011 nahm die Stiftung durch Spenden und Subventionen 1,41 Mio. Euro, durch Zertifizierungsentgelte 3,88 Mio. Euro und durch weitere nicht näher spezifizierte Beiträge 0,26 Mio. Euro ein. 2013 betrugen die Einnahmen durch Subventionen 1,33 Mio. Euro, durch Zertifizierungsentgelte 7,64 Mio. Euro, was einem Anstieg um 97 % entspricht, und aus anderen Quellen 0,5 Mio. Euro.

## Verhaltenskodex
Die Kriterien der Zertifizierung gehen vom privatwirtschaftlichen Standard GlobalGAP, früher EurepGAP, für gute landwirtschaftliche Praxis aus. Das Rückverfolgbarkeits- und Transparenzsystem geht nach eigenen Angaben über diesen Standard hinaus. Dementsprechend konzentriert sich UTZ besonders auf das Management landwirtschaftlicher Betriebe, insbesondere auch von Kleinbauern. Im Gegensatz zum Fair-Trade-Siegel setzt UTZ Certified keine Mindestverkaufspreise fest, sondern überlässt die Preisbildung dem Markt. Der Vorteil gegenüber einer bloßen Einhaltung der GlobalGAP-Kriterien wird für Produzenten und Händler vor allem darin gesehen, dass durch das Gütesiegel die Einhaltung der Kriterien den Aufkäufern und Endabnehmern sichtbar wird. Ob die Einhaltung der Kriterien finanziell honoriert wird, hängt letztlich von der Bereitschaft der Aufkäufer ab, einen Aufpreis für zertifizierte Produkte zu bezahlen. Im Vergleich mit den Systemen der Fairtrade Labelling Organizations International und Rainforest Alliance wird es von manchen Autoren als das am stärksten marktorientierte eingeschätzt.
Um zertifiziert zu werden, müssen Landwirte nicht von Anfang an alle Kriterien des jeweiligen Verhaltenskodex erfüllen. So müssen zertifizierte Betriebe z. B. erst ab dem dritten Jahr der Zertifizierung sicherstellen, dass ein in Erster Hilfe ausgebildeter Mitarbeiter dort anwesend ist. Auch müssen Produkte mit UTZ-Siegel nicht zu 100 % zertifizierte Rohstoffe enthalten; im Jahr 2013 lag der erforderliche Anteil bei 60 %.

### Dokumentation
Um die Nachverfolgbarkeit sicherzustellen, müssen Landwirte ihre nach den Standards der Organisation angebauten Produkte lückenlos dokumentieren und von unzertifizierten Produkten zu jedem Zeitpunkt fernhalten. Weitere Dokumentationspflichten betreffen die Einhaltung anderer Standards, z. B. muss eine Liste aller verwendeten und vorgehaltenen Düngemittel geführt werden.

### Umwelt
Anstelle fester Umweltstandards verlangt der Verhaltenskodex regelmäßig nur, dass Umweltgesichtspunkte in der Anbauplanung berücksichtigt werden. So sind im Kaffeeanbau (mit Ausnahme ungeklärter Abwässer) Düngemittel zulässig. Die Betriebe müssen jedoch Sachkunde im Umgang mit Dünger nachweisen, einem dokumentierten Düngeplan folgen und die tatsächliche Ausbringung von Dünger dokumentieren.
Die Kodizes schließen die Verwendung genetisch veränderten Saatgutes nicht aus, sondern fordern nur Transparenz gegenüber der Stiftung und Käufern.

### Arbeitsbedingungen
Die sozialen Kriterien orientieren sich an Konventionen der International Labour Organization. Arbeitern muss gestattet werden, sich gewerkschaftlich zu organisieren und kollektiv Tarife auszuhandeln. Zwangsarbeit und die Beschäftigung von Kindern unter 15 Jahren ist untersagt. Jugendliche zwischen 15 und 18 Jahren dürfen nicht in gefährlichen oder ihrer Gesundheit abträglichen Tätigkeiten eingesetzt werden. Bei der Verwendung gesundheitsschädlicher Pestizide ist Schutzkleidung zur Verfügung zu stellen.
Die „normale“ Gesamtarbeitszeit pro Mitarbeiter darf 48 Stunden pro Woche nicht überschreiten. Überstunden müssen vergütet werden, dürfen nicht regelmäßig verlangt werden und 12 Stunden pro Woche nicht übersteigen. Körperstrafen sind verboten.
Örtliche Mindestlöhne sind einzuhalten und gleiche Arbeit gleich zu entgelten. Darüber hinausgehende Anforderungen an die Lohnhöhe gibt es nicht.

## Überprüfungen
Um die Einhaltung aller Kriterien sicherzustellen, sieht die Stiftung jährliche Kontrollen durch unabhängige Prüfer vor.

## Nachverfolgbarkeit
Produkte mit dem Label sind über ein internetbasiertes System vom Bauern bis zum Produzenten des fertigen Produktes (bei Kaffee der Röster) nachverfolgbar. Dieses Rückverfolgbarkeitssystem soll in Kooperation mit dem Roundtable on Sustainable Palm Oil und der Better Cotton Initiative auch für Palmöl und Baumwolle zur Verfügung gestellt werden.

## Marktwirkungen
2009 waren ein Drittel des in irgendeiner Form als „nachhaltig“ ausgewiesenen Kaffees mit dem UTZ Certified Gütesiegel versehen. Im ersten Halbjahr 2012 wurden nach Angaben von UTZ Certified insgesamt 93.703 Tonnen zertifizierter Kaffee, 1.500 Tonnen zertifizierter Tee und 59.800 Tonnen zertifizierter Kakao verkauft.
In Deutschland gibt es seit 2011 UTZ-zertifizierte Produkte auf dem Markt, zum Beispiel Süßwaren, Gebäck und Kaffee. Große Produzenten von Süßwaren und Gebäck sowie Discounter haben für Deutschland und die Schweiz teilweise oder ganz auf UTZ-zertifizierten Kakao und Kaffee umgestellt oder dies angekündigt.
Neben positiven Auswirkungen auf die Kakaobauern und den Umweltschutz sieht UTZ die Zertifizierung auch als Mittel zur Verhinderung eines für das Jahr 2020 befürchteten Mangels an Kakao auf dem Weltmarkt an.

## Kritik

### Kritik am Stiftungsmodell
Im Juli 2012 veröffentlichte die Zeitschrift Ökotest einen Artikel, in dem UTZ Certified als „unfair“ deklariert wurde, weil der Standard keine Vorfinanzierung von Saatgut und keine Mindestabnahmepreise vorsieht. Die Stiftung hat eine Antwort auf den Artikel veröffentlicht, in der sie angibt, dass UTZ Certified keinen fairen Handel zertifiziere und das auch nicht behaupte, ihre Arbeit sich aber insgesamt positiv auf tropische Landwirte auswirke. Zudem teilten bereits im Februar 2011 Fairtrade, die Rainforest Alliance und UTZ Certified in einer gemeinsamen Presseerklärung mit, dass sie trotz unterschiedlicher Standards insgesamt dasselbe Ziel verfolgten, nämlich die Erzeugung und Verarbeitung von Agrarprodukten weltweit zu verändern und nachhaltiger auszurichten.

### Kritik an der Umsetzung des Verhaltenskodex
In der investigativen TV-Dokumentation Schmutzige Schokolade II zeigt der dänische Journalist Miki Mistrati, wie auf UTZ-zertifizierten Kakaofarmen an der Elfenbeinküste Kinder aus Burkina Faso arbeiten. Mistrati deutet hierbei an, dass diese Kinder vermutlich in die Elfenbeinküste verschleppt wurden. Noch kurz zuvor hatte UTZ versichert, dass es keine Kinderarbeit bei seinen Partnern gäbe.
2021 kritisierte Greenpeace, dass die „Kontrolle [...] nicht stark genug [sei], um [Kinder- und Zwangsarbeit] zu verhindern.“

### Kritik an der Kaweri-Plantage
Im August 2001 wurden die Bewohner von Mubende vom ugandischen Militär aus ihren Häusern vertrieben. Kurze Zeit darauf hätten die Arbeiten für die Errichtung der Kaweri-Plantage begonnen. Die Menschenrechtsorganisation FIAN verfolgt den Fall seit Jahren. Ihr Verdikt: «Diesen Menschen sind schwere Menschenrechtsverletzungen zugefügt worden.» Insgesamt seien über 2000 Menschen vertrieben worden. Eine Klage, die die Vertriebenen im Jahre 2002 eingereicht haben, hat bis heute zu keinem rechtskräftigen Urteil geführt. Seit Anfang 2018 ist die Kaweri-Plantage nun nicht mehr UTZ-zertifiziert. Eine Begründung dafür liefert UTZ nicht.